# Johann Wolfgang Amschler
Johann Wolfgang Amschler (* 9. Februar 1893 in Moggast, Bayern; † 7. März 1957 in Wien) war ein deutscher Agrarwissenschaftler und Tierzuchtforscher.

## Leben
Amschler wurde 1922 an der Technischen Hochschule München zum Dr. techn. promoviert und habilitierte sich dort 1928. Nachdem er bereits vorher Forschungsreisen nach Sibirien unternommen hatte, wurde er 1930 Professor an der sibirischen Landwirtschaftakademie in Omsk. Von 1947 bis 1957 war er ordentlicher Professor für Tierzucht, Fütterungslehre und Alpwirtschaft an der Hochschule für Bodenkultur in Wien in Wien. 
Sein Forschungsgebiet war die Haustierzucht. Er beschäftigte sich unter anderem auch mit der Stammesgeschichte der Haustiere und mit prähistorischen Haustieren.
Er war Mitglied der katholischen Studentenverbindungen KaV Norica Wien, KDStV Aenania München, KÖHV Franco-Bavaria Wien und KDStV Pflug Wien.

## Veröffentlichungen (Auswahl)
- Über die interferometrische Methode zur frühzeitigen Feststellung der Trächtigkeit bei Pferden. München 1922 (= Dissertation).
- Vergleichende Haut- und Lederuntersuchungen, durchgeführt in Bezug auf die drei verbreitetsten Rinderschläge des bayrischen und österreichischen Alpenlandes und Alpenvorlandes, nämlich Fleckvieh, Allgäuer und Pinzgauer, zugleich ein Beitrag zur Methodik solcher Forschungen (= Arbeiten der Deutschen Gesellschaft für Züchtungskunde 35), Schaper, Hannover 1928 (= Habilitationsschrift).
- Die Akklimatisation des graubraunen Gebirgsviehs in Zentralrußland, der Ukraine und den Kaukasusländern. Kempten 1929.
- Die Milch der Haus-Yak. Nach Expeditionsergebnissen des Verfassers in den Sibirischen Altai und nach Mittelasien Molkereizeitungs-Druckerei, Hildesheim 1932.
- Die Milchwirtschaft Sibiriens. Molkereizeitungs-Druckerei, Hildesheim 1932.
- Die ältesten Funde des Hauspferdes : unter erstmaliger Benützung der von Sir Henry Field (Chicago, USA.) in Kish ausgegrabenen Knochenmaterialien. In: Die Indogermanen- und Germanenfrage. 1936,  S. 413–495.
- Tierreste der Ausgrabungen von dem Grossen Königshügel, Shah Tepé, in Nord-Iran (= Reports from the scientific expedition to the north-western provinces of China under the leadership of Dr. Sven Hedin. The Sino-Swedish Expedition Publication 9 = 7,4). Stockholm 1939.
- Ur- und Frühgeschichtliche Haustierfunde aus Österreich. In: Archaeologia Austriaca 3, 1949, S. 1–100.
- Die Freilandhaltung der Haustiere. Deutscher Bauernverlag, Berlin 1952.